# 福吉特鎮區 (印地安納州第開特縣)
福吉特鎮區（英語：Fugit Township）是位於美國印地安納州第開特縣的一個行政鎮區。

## 地方資料
根據2010年美國人口普查的數據，福吉特鎮區的面積為111.40平方千米，當中陸地面積為110.50平方千米，而水域面積為0.90平方千米。當地共有人口1767人，而人口密度為每平方千米15.86人。